# Peneireiro-eurasiático
O peneireiro-eurasiático (Falco tinnunculus), também conhecido como peneireiro-de-dorso-malhado, é uma ave falconiforme da família dos falconídeos.

## Características
Falcão de dimensão média, bico curto e curvo, asas e cauda comprida. Cabeça acinzentada, dorso e coberturas da face superior das asas castanhas avermelhadas muito listradas, contrastando com as penas de voo mais escuras. Face superior da cauda cinzento azulada sem listras e cauda com uma barra terminal escura e larga. 
A vocalização consiste em uma série rápida de sons curtos e agudos. 
Caracteriza-se pela capacidade de “peneirar”, isto é de permanecer voando parado sobre um determinado ponto no solo, comportamento este que o ajuda na detecção e captura de suas presas. 

## Alimentação
Auxiliar precioso do agricultor, alimenta-se de pequenos roedores, insectos e, por vezes, de pequenos répteis, rãs, vermes e pequenos pássaros.

## Reprodução

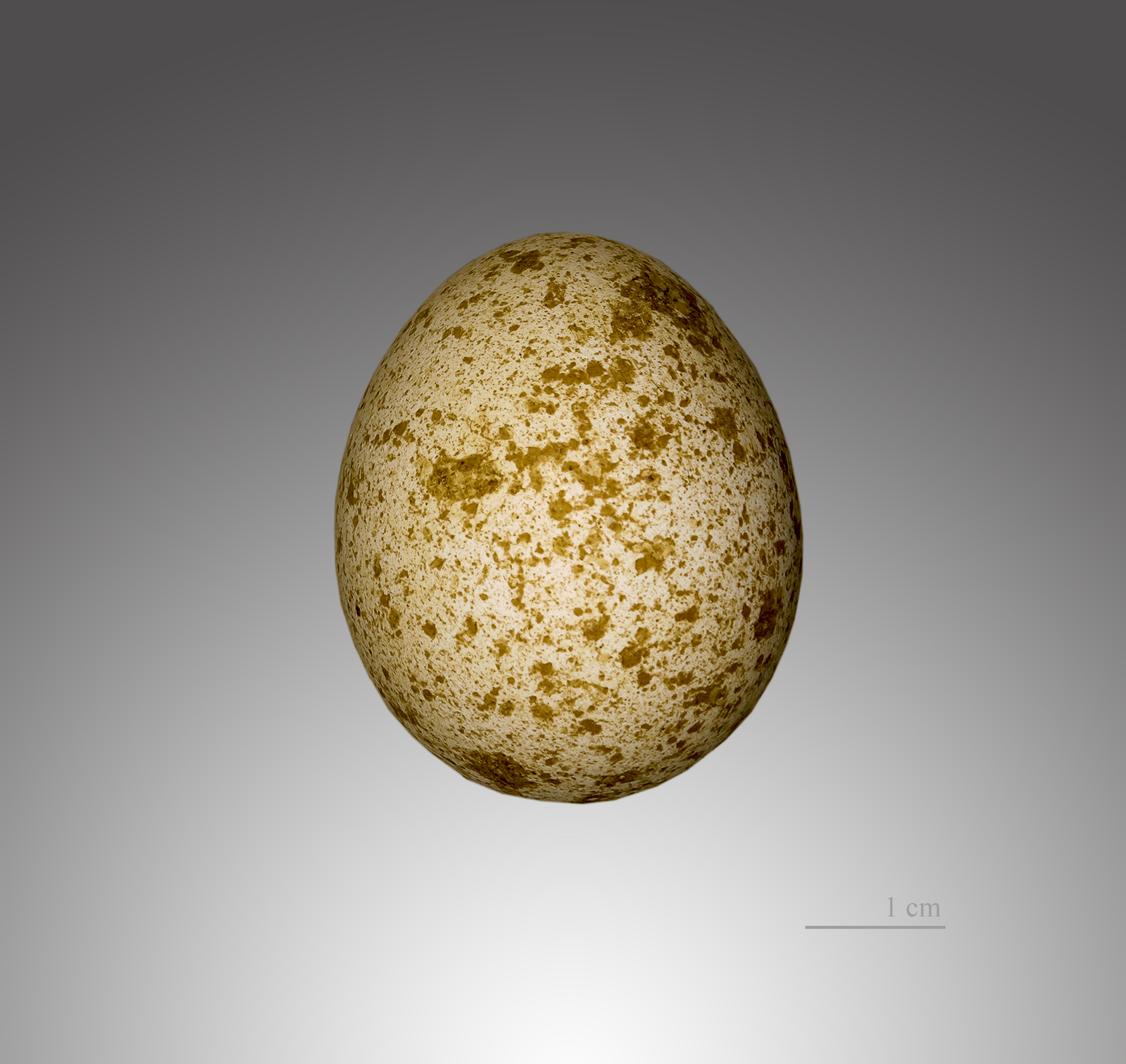
Falco tinnunculus

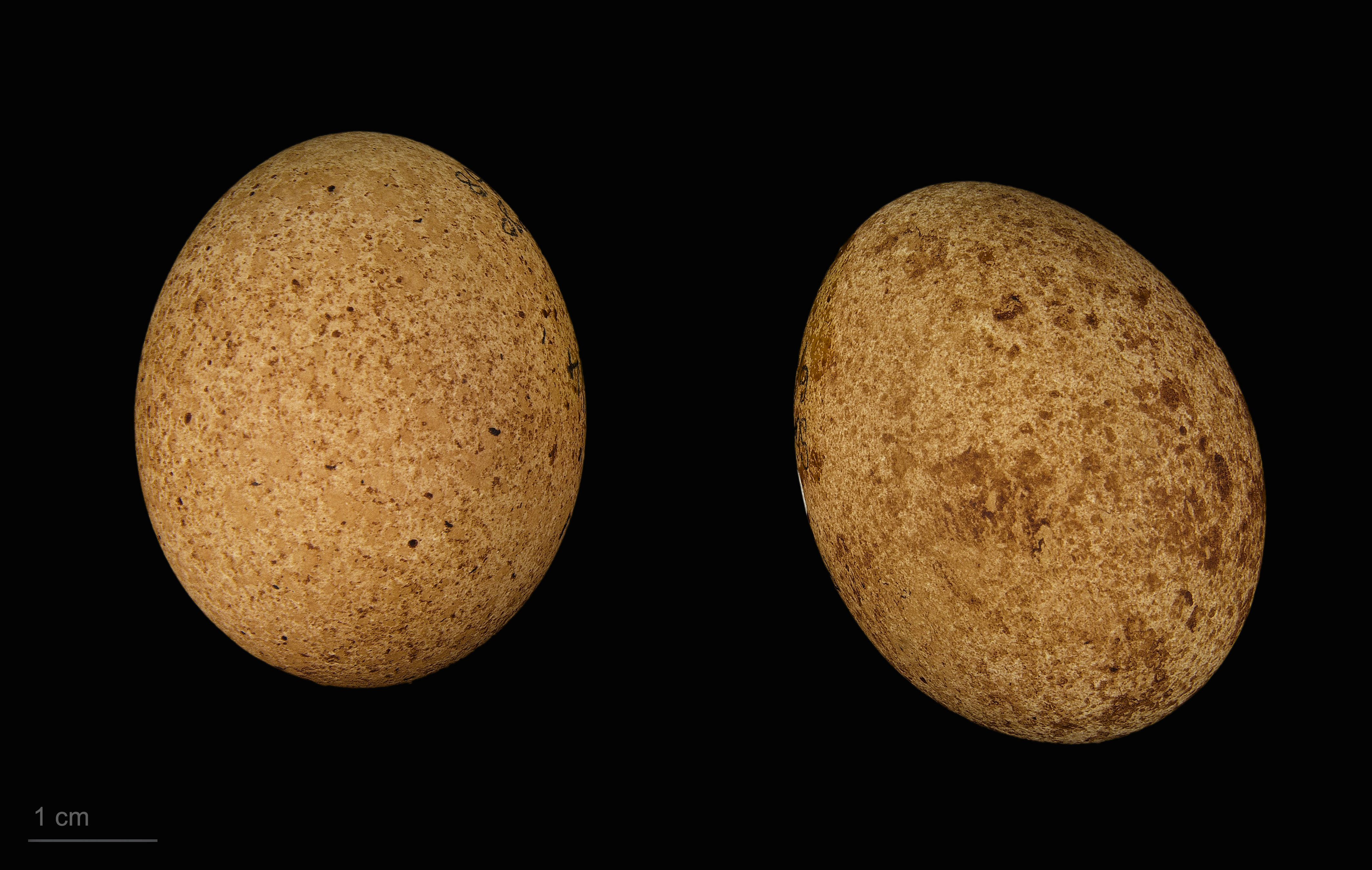
Falco tinnunculus alexandri - MHNT

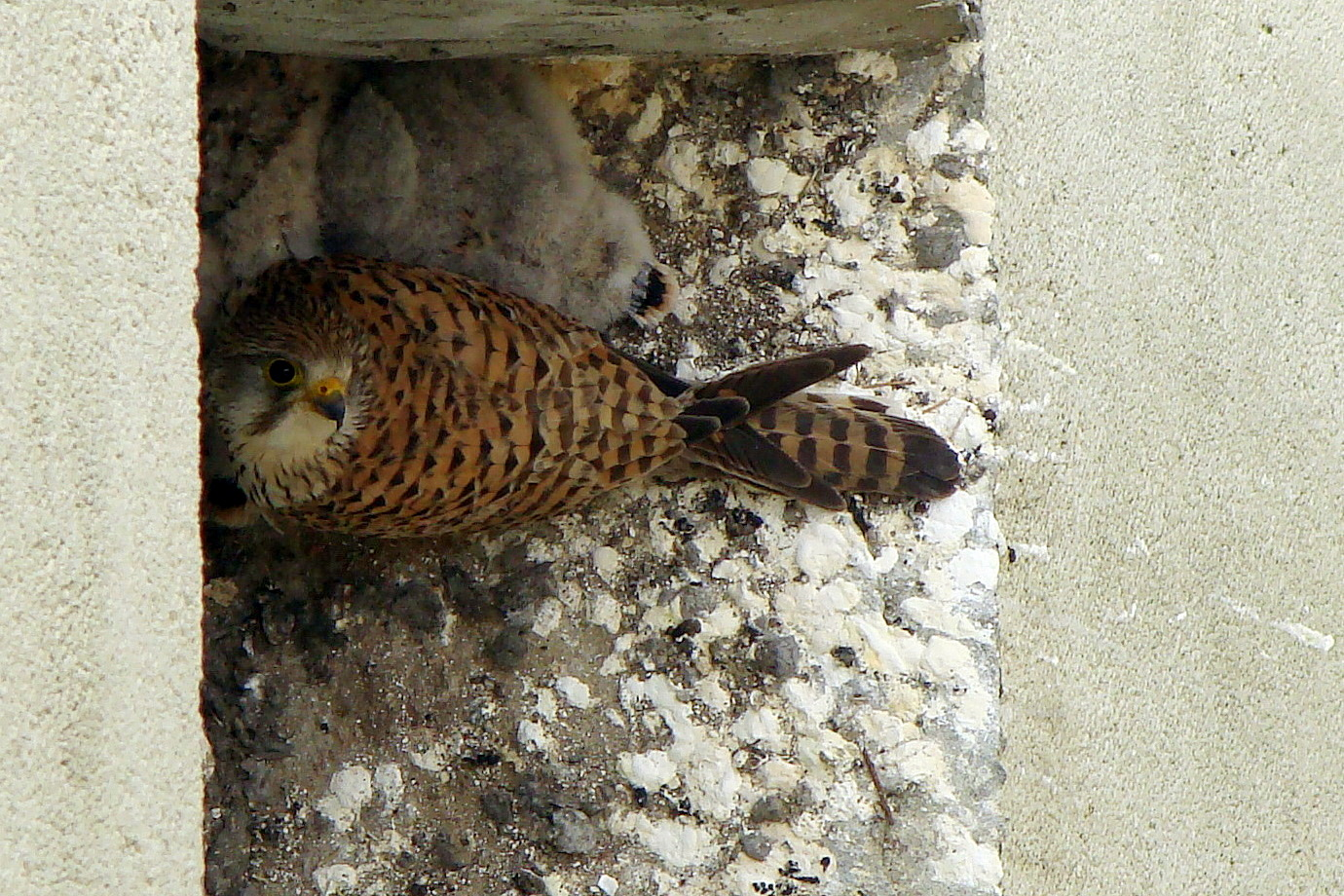
...

Nidifica geralmente em ninhos velhos de corvídeos, nas árvores, cavidades rochosas ou mesmo em edifícios. A postura de 4 ou 5 ovos é incubada pela fêmea durante cerca de 28 dias. As crias são alimentadas por ambos os progenitores, estando prontas a voar após 28 dias.

## Hábitos
As suas longas asas pontiagudas permitem-lhe um voo possante, rápido e ágil. A sua cauda é longa e as asas arqueadas em forma de foice 
Adapta-se bem a ambientes alterados pelo homem, especialmente terras de cultura, mas diminui em regiões onde houver uma expansão da agricultura mecanizada.

## Distribuição Geográfica
Distribui-se em toda Europa, Ásia ocidental e norte da África. Espécie vagante (espécie de ocorrência aparentemente irregular) no Brasil; pode ser um migrante regular em países vizinhos, oriundo do Norte. [carece de fontes?]

## Subespécies
- Peneireiro-da-madeira (F. t. canariensis)
- Zebelinha (F. t. neglectus)
- Filili (F. t. alexandri)

## Outras denominações
- Francelho[2]